# Bahnhof St Egidien
Der Bahnhof St Egidien liegt in der gleichnamigen Gemeinde St. Egidien im sächsischen Landkreis Zwickau. Die Station wird von den zwei Bahnstrecken Dresden–Werdau und Stollberg–St. Egidien berührt. Zwischen 1960 und 1991 begann in der Nähe des Bahnhofs die schmalspurige Industriebahn der Nickelhütte St. Egidien.

## Geographische Lage
Der Bahnhof St Egidien befindet sich zwischen dem Ort St. Egidien im Süden und dem Gewerbegebiet „Achat“ (ehemaliges Gebiet der Nickelhütte St. Egidien) im Norden an der Bahnhofstraße.

## Geschichte
Der Bahnhof St Egidien wurde am 15. November 1858 mit dem Teilabschnitt Chemnitz–Zwickau als Teil der Niedererzgebirgischen Staatsbahn Riesa–Chemnitz–Zwickau eröffnet. Dieser Abschnitt wurde später Teil der Bahnstrecke Dresden–Werdau. Bedeutung als Eisenbahnknoten bekam die Station mit der Eröffnung der Bahnstrecke Stollberg–St. Egidien am 15. Oktober 1878, die der Anbindung des Lugau-Oelsnitzer Steinkohlenreviers diente. In der Folge erhielt der Bahnhof St Egidien ein neues Aussehen. Im Jahr 1878 erfolgte der Abriss der Güterschuppen, der Laderampe und der Wirtschaftsgebäude, 1879 folgte der Abriss des Empfangsgebäudes. Das Stellwerk wurde im Jahr 1890 in Betrieb genommen. Die Auflösung der Bahnmeisterei erfolgte im Jahr 1931.
Infolge der schrittweisen Elektrifizierung der Bahnstrecke Dresden–Werdau ist der Bahnhof St Egidien seit dem 30. Mai 1965 mit Fahrdrähten versehen. Die Stellwerke W1 und W2 wurden am 14. Dezember 2002 infolge der Inbetriebnahme des elektronischen Stellwerks ESTW-A aufgelassen. Auf der Bahnstrecke von Stollberg verkehren seit dem 15. Februar 2003 moderne Niederflur-Triebwagen der City-Bahn Chemnitz. Die Züge wurden zunächst bis Glauchau, vereinzelt sogar bis Meerane, durchgebunden. Infolge gekürzter Finanzmittelzuweisungen des Freistaats Sachsen konnte durch den zuständigen Zweckverband Verkehrsverbund Mittelsachsen seit dem Fahrplanwechsel Mitte Dezember 2011 jedoch nur noch ein reduziertes Fahrtenangebot finanziert werden. Nur noch vier Zugpaare verkehrten über St. Egidien hinaus bis Glauchau (und dies auch nicht während der Sommerferien). Samstags, sonn- und feiertags besteht ein Zweistunden-Takt zwischen Stollberg und St. Egidien. Seit dem 24. Februar 2020 verkehrt die City-Bahn von Stollberg wochentags wieder im Stundentakt bis Glauchau, wo der Anschluss an Züge in Richtung Zwickau, Chemnitz/Dresden und Gößnitz besteht.
Zwischen 1960 und 1991 begann nördlich des Bahnhofs St Egidien die schmalspurige Industriebahn der Nickelhütte St. Egidien, welche für die Nickelhütte St. Egidien mehrere Nickeltagebaue um Callenberg erschloss. Diese hatte im Bahnhof St. Egidien Anschluss an die Bahnstrecke Dresden–Werdau. Für diese Bahnstrecke existierte der Werkbahnhof St. Egidien.

## Name
Im Gegensatz zum Namen des Ortes wird die Abkürzung St. für Sankt bei der Bezeichnung des Bahnhofes betrieblich und verkehrlich ohne Punkt angegeben.

## Bilder

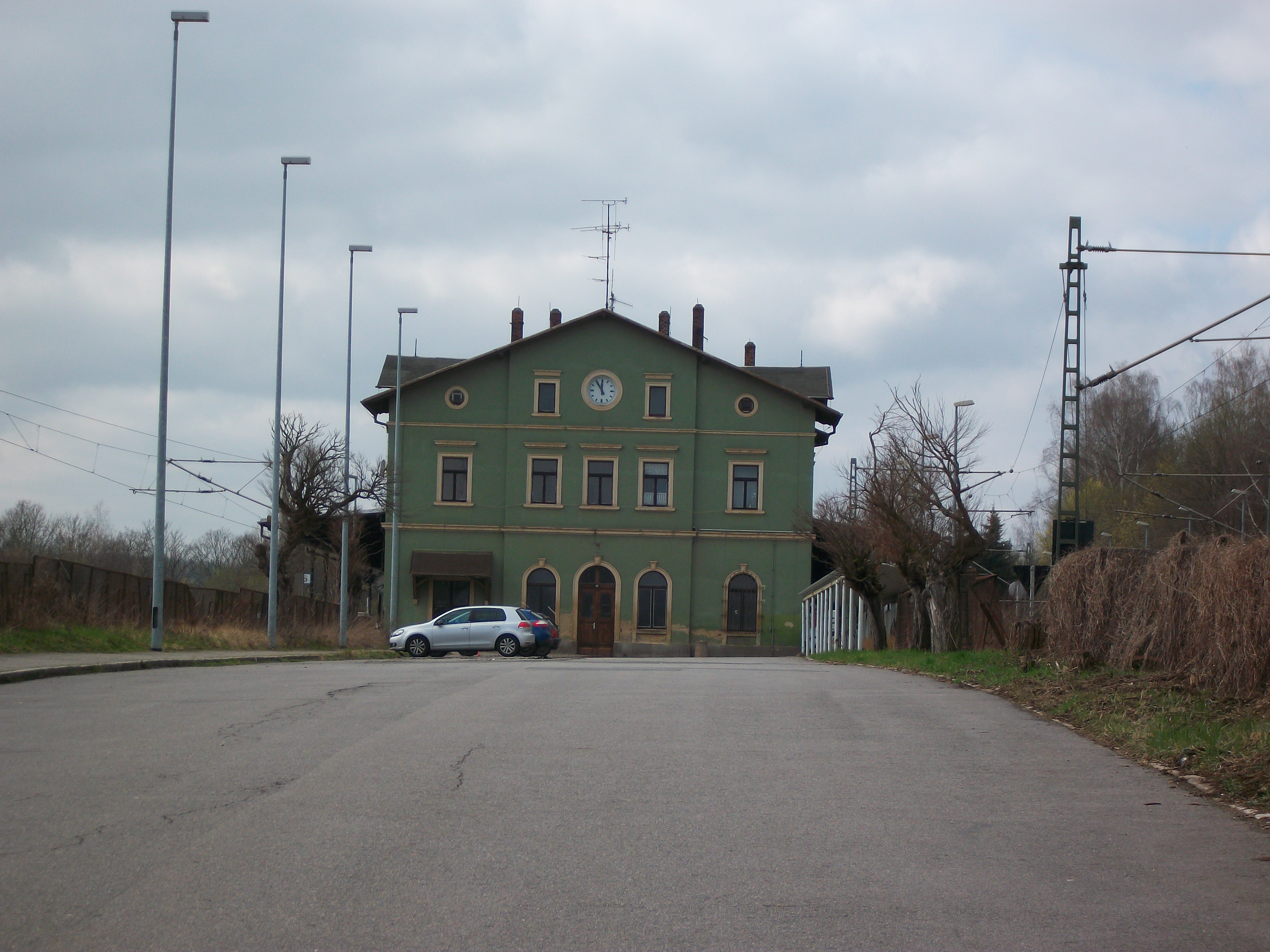
Bahnhof St Egidien, Frontansicht (2016)
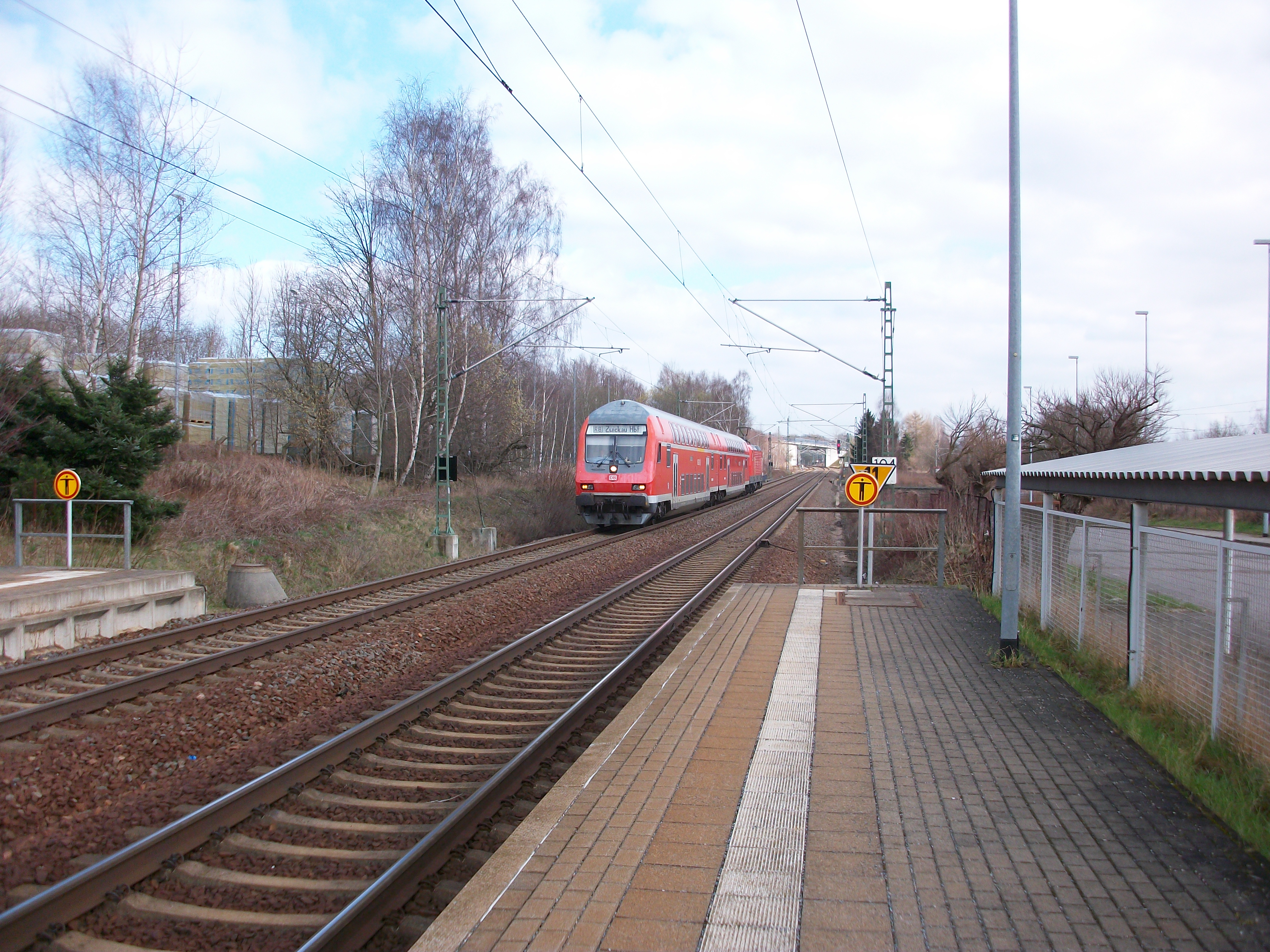
Bahnhof St Egidien mit einfahrender RB nach Zwickau (2016)

## Verkehrsanbindung
Im Fahrplanjahr 2022 wird der Bahnhof St Egidien von folgenden Linien bedient:
| Linie | Linienverlauf                                                                                | Takt (min)                    | EVU                                                |
| ----- | -------------------------------------------------------------------------------------------- | ----------------------------- | -------------------------------------------------- |
| RB 30 | Dresden – Freiberg (Sachs) – Chemnitz – St Egidien – Glauchau (Sachs) – Zwickau (Sachs)      | 060 (HVZ 30 Chemnitz–Zwickau) | Bayerische Oberlandbahn (Mitteldeutsche Regiobahn) |
| RB 92 | Glauchau (Sachs) – St Egidien – Lichtenstein (Sachs) – Oelsnitz (Erzgeb) – Stollberg (Sachs) | 60 (120 am Wochenende)        | City-Bahn Chemnitz                                 |